# ترمس عطري
الترمس العطري (باللاتينية: Lupinus odoratus) نوع نباتي يتبع جنس الترمس من الفصيلة البقولية المعروفة بقدرتها على تثبيت النيتروجين الجوي من خلال بكتيريا المستجذرة.
موطنه صحراء موهافي في جنوب غرب الولايات المتحدة وشمال غرب المكسيك.

## الوصف النباتي
أوراقه مركبة كفية، تضم كل واحدة منها ما بين سبع وتسع وريقات.